# 栗林公園
栗林公園（りつりんこうえん）は、香川県高松市に所在する江戸時代初期に築庭された回遊式大名庭園（日本庭園）。1875年（明治8年）に県立公園として一般公開を開始し、1953年（昭和28年）に国の特別名勝に指定された都市公園法上の歴史公園である。

## 概要

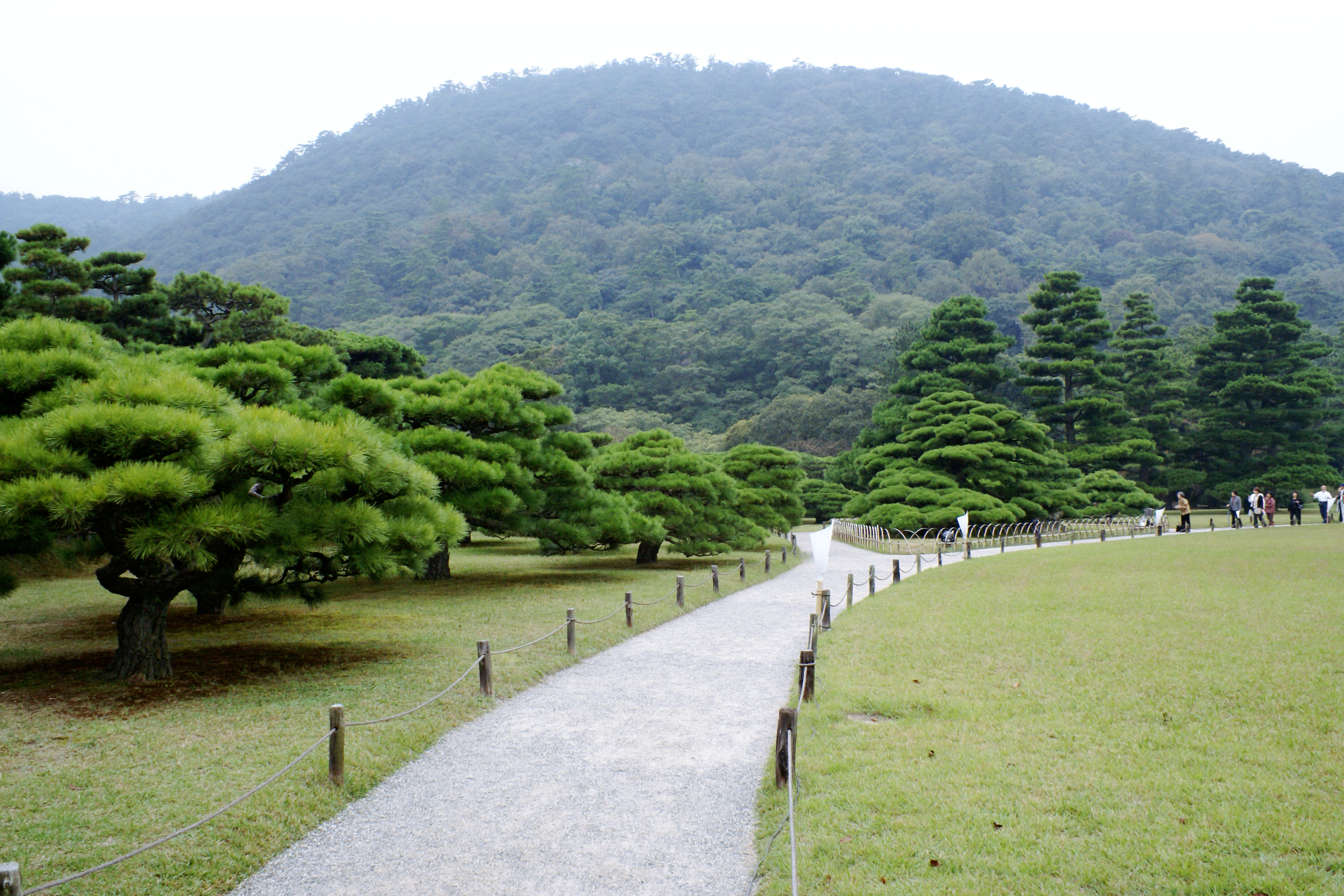
庭園と紫雲山

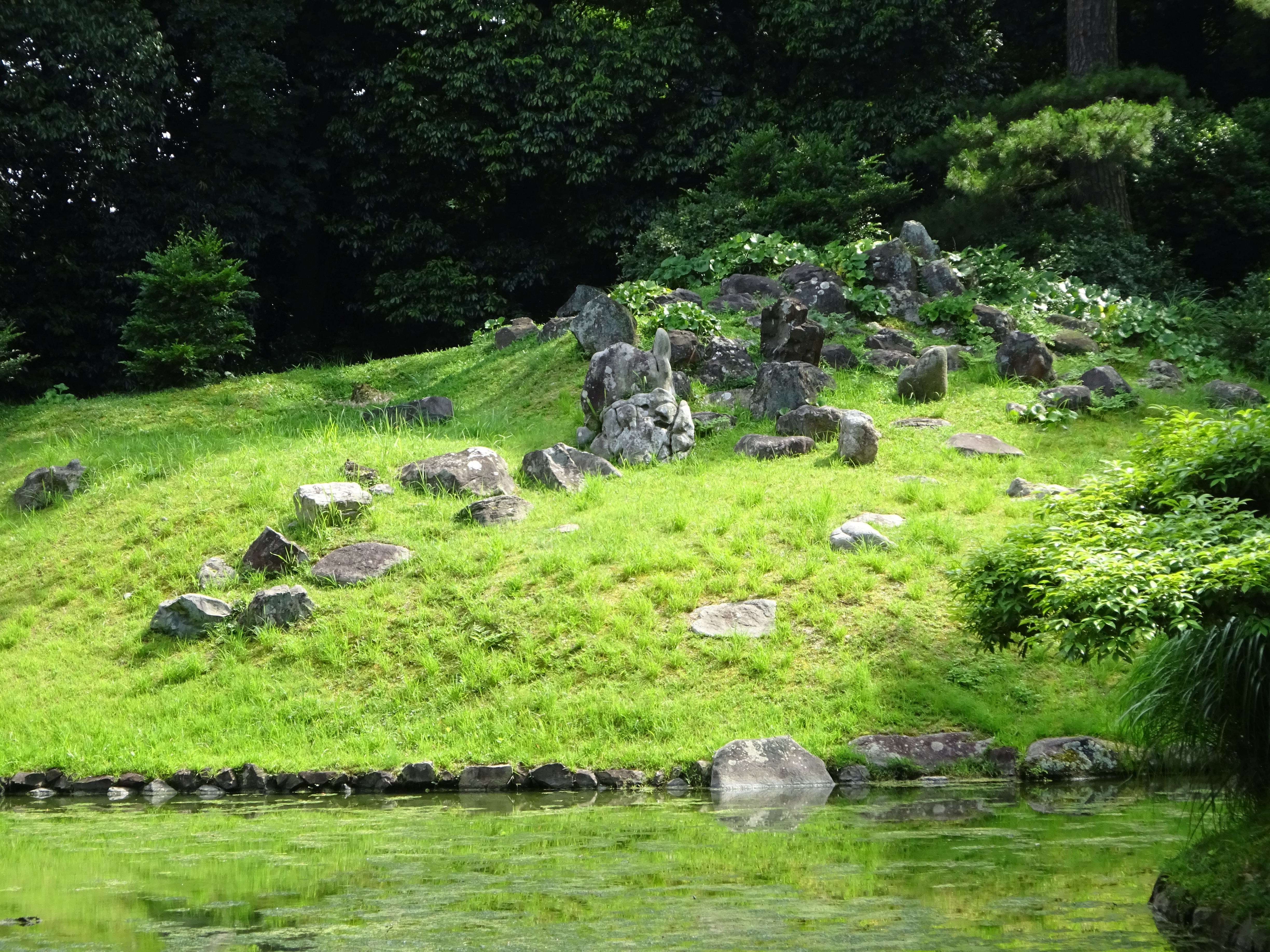
小普陀の石組

紫雲山の東麓に所在し、紫雲山を背景に、6つの池と13の築山を配し、400年近い歴史を有する大名庭園である。すぐれた地割と石組を有し、木石の雅趣に富んでいるとされている。面積は約75haで文化財庭園では、国内最大の広さである。
文化財庭園としてのカエデ・ツツジ・約1000本の手入れマツなどに加え、都市公園としてのウメ・サクラ・ハス・ショウブ・ハギなどが創出する四季折々の景観は、「一歩一景」とされている。
本園は、南庭と北庭で構成される。南庭は江戸時代初期の大名庭園の姿を今日に伝える。北庭は檜御殿が建ち鴨場であったが、大正時代初期に近代庭園のスタイルを取り入れた宮内省の市川之雄の設計で改修の後、一部を改変して今日に至る。本園の前身の「栗林荘」は、高松藩主の松平家11代の国もとの下屋敷として、228年間使用された。1745年（延享2年）第5代藩主頼恭が「名所60景」を撰名し、作庭が完成したとされる。「名所60景」は、南庭に46景と北庭に4景の、50景が現存する。
南庭の「小普陀」の石組は、室町時代の作庭とされている。江戸時代初期に讃岐国を治めた生駒氏の分限帳で、「栗林」の呼称が確認できる。大名庭園としての本格的な整備は、生駒氏の改易後の、高松藩初代藩主の松平頼重の入部以降とされている。第3代藩主頼豊は御殿や茶屋などを充実させた。第5代藩主頼恭は薬園を設ける等、作庭に努めた。平賀源内は初代薬園頭として2年間勤める。第2代藩主頼常は泉の池の浚渫を行い、近辺数か村の灌漑用水に使用した。
園内には3種類の気象庁の標本木がある。北梅林のウメ・讃岐民芸館前のサクラ（ソメイヨシノ）・楓岸のカエデである。高松地方気象台の「開花・満開・紅葉」の宣言は、これらの標本木に基づく。

### 様々な池と水源
栗林公園には様々な大きな池があり、庭園部分の約2割を占めていて、これらは互いにつながっている。水源は紫雲山の地下水も多少あるが、おもに公園の南東隅にある「吹上」（ふきあげ）と呼ばれる場所で湧き出ていて、短く浅い小川となって池にそそいでいる。高松市のおもな河川である香東川は現在紫雲山の西を流れているが、往時この川の本流は紫雲山の東の栗林公園のある場所から中央通り（国道11号・国道32号）を通り、玉藻公園（高松城址）の脇で瀬戸内海へそそいでいて、江戸時代の改築で本流を現在のように変えたあとも、伏流水が栗林公園で湧き出ている。現在は近くにある二つの井戸の水も使われているとも、往時はこの水源の小川で「曲水の宴」を行なったともいわれる。

## 沿革
- 1869年（明治2年）- 版籍奉還により「栗林荘」が官有となる[15] 。
- 1875年（明治8年）3月16日 - 県立公園（太政官布告）として「栗林公園」が公開される[15] 。
- 1903年（明治36年） - 皇太子嘉仁親王（後の大正天皇）星斗館に滞在（10月10日～14日）[16]。
- 1914年（大正3年）3月21日 - 皇太子裕仁親王（後の昭和天皇）、淳宮（秩父宮雍仁親王）、光宮（高松宮宣仁親王）来園[16]。
- 1922年（大正11年）3月6日 - 名勝（内務省）に指定される[15]。
- 1922年（大正11年）5月 - エドワード英王太子（後のエドワード8世）が北庭に松をお手植え[17]。
- 1923年（大正12年）5月10日 - 久邇宮邦彦王が、俔子妃、良子女王（後の香淳皇后）、信子女王と共にお成り[18]。
- 1925年（大正14年）12月 - 北白川宮大妃富子がお成り[19]。
- 1930年（昭和5年）1月 - 栗林公園動物園が開園。2002年9月、閉園。2004年3月、施設撤去を完了する[15]。
- 1931年（昭和6年）5月25日 - 風致地区（内務省）になる[15]。
- 1935年（昭和10年）8月 - 澄宮崇仁親王がお成り[19]。
- 1945年（昭和20年）7月 - 高松空襲により紫明亭、枕流亭、北門詰所等を焼失する[8]。
- 1945年（昭和20年）10月 - 園外の「旧日暮亭」を移築し、「新日暮亭」の名称とする（後に、旧日暮亭に改名する）[15]。
- 1949年（昭和24年）3月20日～5月20日 - 県・市共催の高松観光大博覧会（第2会場）が開催される[15]。
- 1949年（昭和24年）11月 - 高松美術館（高松市立美術館）が開館。1988年2月、閉館。1990年3月、跡地整備を完了する[15]。
- 1950年（昭和25年）3月14日 - 昭和天皇の戦後巡幸。園内の香川県商工奨励館で県特産品を視察[20]。
- 1951年（昭和26年）3月31日 - 順宮厚子内親王、清宮貴子内親王がお成り[21]。
- 1952年（昭和27年）3月31日 - 義宮正仁親王がお成り[21]。
- 1953年（昭和28年）3月31日 - 特別名勝（文部省）に指定される[15]。
- 1953年（昭和28年）10月26日 - 昭和天皇、香淳皇后、三笠宮崇仁親王来園[16]。
- 1956年（昭和31年）10月15日 - 都市公園（建設省）になる[15]。
- 1956年（昭和31年）8月 - 公園の整備・維持・管理などを強化するため、入園が有料となる[15]。
- 1965年（昭和40年）11月 - 讃岐民芸館（古民芸館）が開館。1967年11月、新民芸館が開館。1969年2月、家具館が開館。1970年3月、瓦館が開館。讃岐民芸館は4館の構成となる[15]。
- 1966年（昭和41年）4月22日 - 昭和天皇・香淳皇后来園[16]。
- 1991年（平成3年）8月22日 - 皇太子徳仁親王来園[16]。
- 1993年（平成5年）5月 - 鴨場（鴨引き堀）を復元する[15]。
- 1993年（平成5年）10月27日 - 明仁天皇来園[16]。
- 2006年（平成18年）10月 - 動物園跡に東門駐車場を開設する[15]。
- 2013年（平成25年）3月 - かがわ物産館（栗林庵）を開設する[15]。
- 2015年（平成27年）3月 - 米国ハンティントン財団庭園と姉妹庭園提携を締結
- 2018年（平成30年）6月14日 - 四国八十八景79番に選定される。
- 2023年（令和5年）3月16日 - 偃月橋の架け替え工事が終了し竣工式を開催[22]。

## 歴史
江戸時代の1600年代初め、生駒氏の家臣であった佐藤道益の居宅の作庭が本園の始まりとされている。この頃の香東川は紫雲山を挟んで東西二筋の流れであったが、生駒氏の姻戚の藤堂氏（津藩主）のもとから派遣された西嶋八兵衛の治水工事で東側の流れが堰き止められ、西側の流れ一本に改変された。川の跡地は豊富な伏流水を持つ広い土地になり、庭園となる条件が整った。この時代に生駒氏の家臣の屋敷地から、後の庭園につながる整備がされたとされている。生駒氏は改易により出羽国由利郡矢島へ移付となる。1642年（寛永19年）5月、初めて入国した高松藩初代藩主の松平頼重は、7月に栗林の地を訪れ検分する。頼重は隠居に当たって栗林荘に御殿を建て居住する。この際、生駒騒動の仕置に携わった小堀遠州の一門で茶道小堀遠州流第4世の小堀政孝によって遠州流庭園としての基礎が形作られたのではないかとの説が唱えられている。第2代藩主頼常は、飢饉対策の救済事業として、被害に遭った人々を栗林荘の作庭に雇い、庭園を拡張した。この頃、南庭・北庭を備えた庭園となる。第3代藩主頼豊は、在国時は居所を高松城から栗林荘にするほど愛好し、庭内の整備を一層すすめた。第5代藩主頼恭も薬園を設ける等作庭に力を入れ、1745年（延享2年）に「名所60景」を撰名した。栗林荘の完成を区切るとすれば、現在に通じる景観が形成された、頼重着任後約100年のこの時代である。その後、高松藩松平家の国もとの下屋敷として幕末まで経営された。
明治維新を経たのち、1871年（明治4年）廃藩置県により「栗林荘」の敷地は官収された。その後県に払い下げられ、大名の占有であった「栗林荘」は1875年（明治8年）3月、「栗林公園」として開園され、一般に開放された。しかし、香川県は合併・分離を繰り返し、手入れが行き届かず各種の問題が発生した時代があった。1899年（明治32年）香川県博物館（商工奨励館）が開館し、図書閲覧所が同館内に併設された。1903年（明治36年）の皇太子（後の大正天皇）行啓も、園内整備の契機となる。1913年（大正2年）に完成した北庭の改修は、運動場や遊戯場と複数の観覧施設を新設し、博物館の周囲も近代庭園に整備された。1930年（昭和5年）に動物園が開園、同8年に動物園にプールが併設された。太平洋戦争後の1949年（昭和24年）に高松美術館、1965年（昭和40年）に讃岐民芸館が開館した。その後、運動場と遊戯場は撤去して整備され、美術館跡に鴨場（鴨引き堀）を復元、動物園とプール跡に駐車場・栗林庵（かがわ物産館）・便益施設等が新設された。

## 栗林公園と日本三名園
大名庭園である水戸の偕楽園・金沢の兼六園・岡山の後楽園は日本三名園として名高い。しかし1910年（明治43年）に文部省が発行した『高等小学読本 巻一』の第六課「公園」の末文には、「・・・我ガ国ニテ風致ノ美ヲ以テ世ニ聞エタルハ、水戸ノ偕楽園、金沢ノ兼六園、岡山ノ後楽園ニシテ、之ヲ日本ノ三公園ト称ス。然レドモ高松ノ栗林公園ハ木石ノ雅趣却ツテ批ノ三公園ニ優レリ」と記述され、栗林公園の「木石の庭の美しさは日本三名園より優れている」という。

## 施設

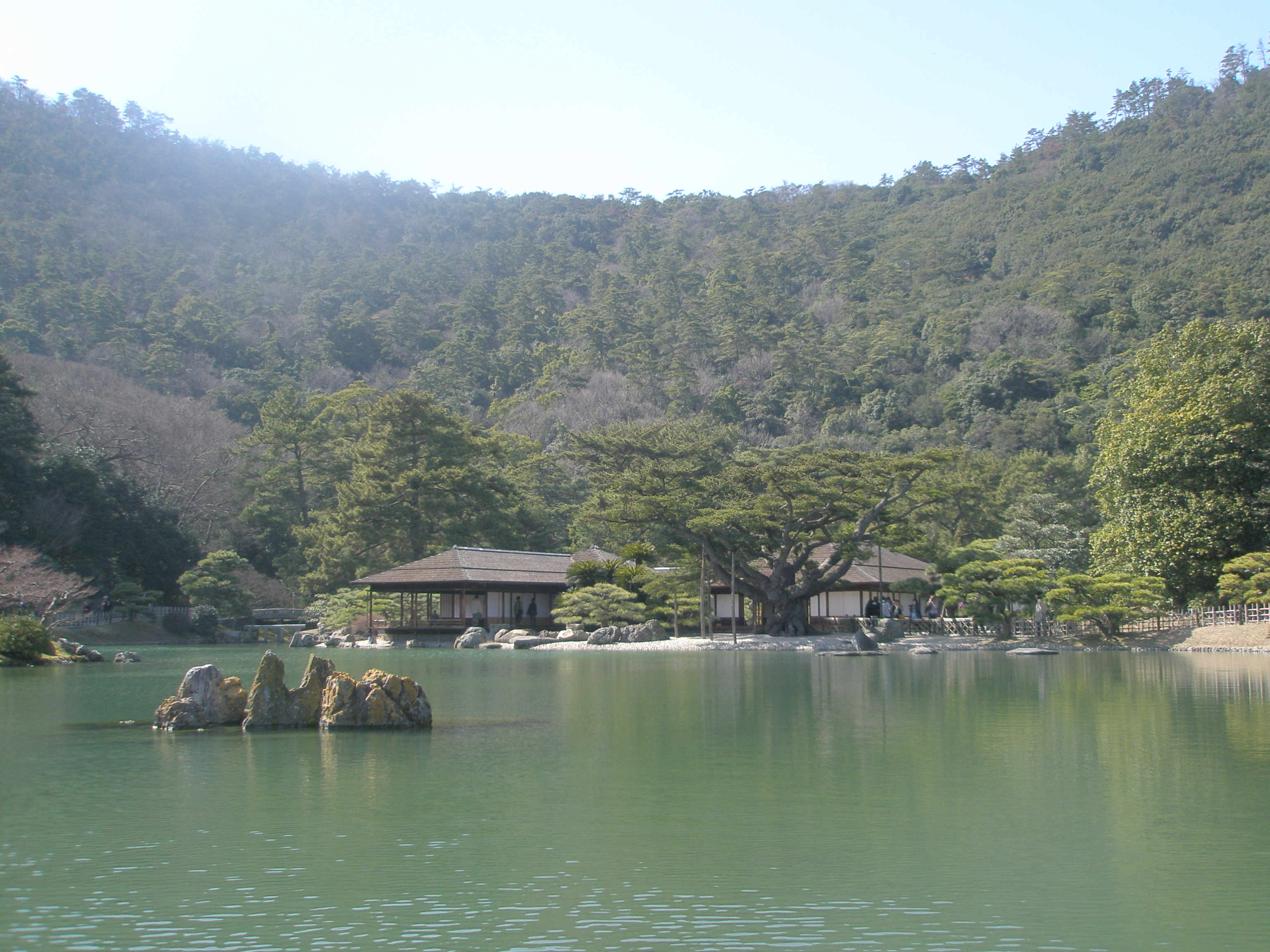
掬月亭

- 掬月亭（きくげつてい）：江戸時代の初期に建てられた、数寄屋造りの純和風建築で、茶室を備える。もとは7棟の配置が北斗七星に似ていることから、「星斗館（せいとかん）」と命名され、歴代藩主には「大茶屋」と呼ばれていた。明治初年に北側の2棟が取り払われ、5棟になる。東南の南湖に突き出る棟が、「水を掬（すく）えば月が手にある」という中国唐代の詩の一節から名付けられた「掬月楼」にあやかり、建物が「掬月亭」に改名された。1965年（昭和40年）、伊藤要太郎[注釈 10]の設計で保存修理を完了する。掬月亭は四方正面の造りで、床を低くし、壁は少なく、風通しの良い夏向きの建物である。舟をモチーフにした部屋は、へさきの雰囲気を醸し出す。亭内には第68・69代内閣総理大臣の大平正芳の自筆題字を付した「栗林園二十詠」の屏風が展示されている。南庭の中心的な存在の亭内からの眺めは絶景で、開放感にあふれるとされている[7][25][8][11]。

- 香川県 商工奨励館：伊藤平左衛門の設計で、香川県博物館として1899年（明治32年）に開館した。平等院を模した左右対称の木造建築である。入母屋造の日本瓦葺きであり、純和風建築に見えるが、西洋的技法も採用されている。本館・東館・北館・西館の各館と、それらを結ぶ廊下で回廊構造を成し、中庭を配する。建物は、物産陳列所・商品陳列所と改名された後、現在の名称に至る。本館1階は本園のガイダンス。2階は休息所で、ジョージ・ナカシマのテーブル[注釈 11]・椅子を展示。東館は伝統工芸品の展示・実演会場。北館はイベント・レセプション会場。西館は讃岐うどん関連情報の展示・カフェになっている。中庭には、西嶋八兵衛の顕彰碑と、「大禹謨（だいうぼ）」の石碑[注釈 12]が設置されている。2015年（平成27年）8月、耐震化等の大規模改修工事を完了し、讃岐迎賓館の機能も付加してリニューアルオープンとなる[11][26]。

- 旧日暮亭（きゅうひぐらしてい）：西湖の近くに移築された、江戸時代初期の入母屋茅葺き屋根の大名茶室で、武者小路千家の官休庵[注釈 13]の茶室の姿を保つ建物とされている。もとは、2代藩主頼常の頃に、吹上げの水流に隣接して建てられた「考槃亭（こうはんてい）」である。5代藩主頼恭の時代に移築され、「日暮亭」に改名された。その後、園外に移築された後、現在地に再移築し、復元・保存して活用する。現在のしつらえの、豊島石製の生込み灯籠・古木の藤棚・降蹲踞（おりつくばい）等も貴重とされている[7][25][8][11]。

- 日暮亭（ひぐらしてい）：茅葺き草庵型の石州流の茶室で、1898年（明治31年）に建築された。明治初年に、元藩主より「旧日暮亭」を無償で頂いた旧藩士が、園外に移築したため「日暮亭」が建築された[7][25][8][11]。

- 鴨場（かもば）/ 鴨引き堀（かもひきぼり）：北庭の群鴨池は、かつては藩主が鴨猟を楽しむ鴨場であった。美術館の移転跡地の発掘調査の遺構に基づき、古図に描かれた鴨引き堀[注釈 14]を、1993年（平成5年）に復元した。鴨引き堀のある鴨場は、宮内庁埼玉鴨場・宮内庁新浜鴨場・浜離宮恩賜庭園・天赦園と、本園の5か所である。本園の、幅2.7メートル×長さ約30メートルの鴨引き堀は、日本で最大規模である[7][12][25]。

- 枕流亭（ちんりゅうてい）・香流亭（こうふうてい）・紫明亭（しめいてい）・瞰鴨閣（かんおうかく）：1913年（大正2年）に完成した北庭の改修工事の折、北庭を鑑賞する施設として、新たに建設された[7]。

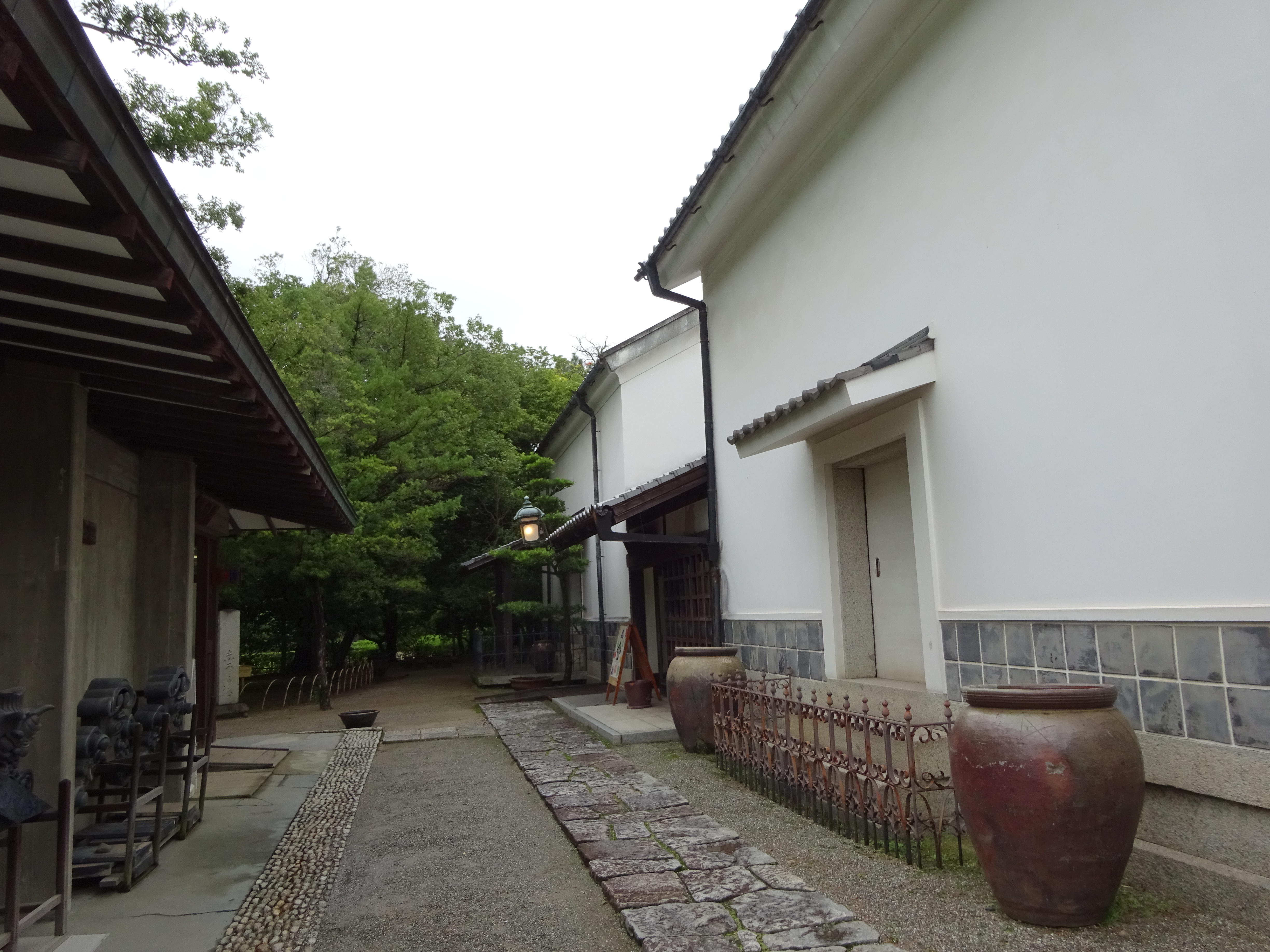
古民芸館（土蔵造り）

- 讃岐民芸館：山本忠司の設計で、讃岐民芸館（古民芸館）として1965年（昭和40年）に開館した。土蔵造りの古民芸館には讃岐人の生活道具・民具を展示する。表庭と中庭は、中根金作の設計で、初代館長は和田邦坊である。その後、新民芸館・家具館・瓦館が開設され、4館の構成になる。新民芸館には焼物・木工品・漆器などを展示。家具館にはジョージ・ナカシマの家具や民芸家具などを展示。瓦館には鬼瓦・飾瓦などの日本瓦を展示する[7][11]。

- かがわ物産館（栗林庵）：県産品の農林水産品・伝統的工芸品と本園の関連商品などを、展示・販売する。情報発信拠点施設の役割も担い、入園者以外も利用できる、東門の券売所の園外に開設された[12]。

- 飛来峰（ひらいほう）：富士山に見立てて造られたといわれる築山で、園内随一のビューポイント。山頂近くにある珪化木（けいかぼく）の石組みは、山が崩れるのを防ぐとともに、富士山の雪を表したものではないかといわれている[27]。山頂から見下ろす偃月橋や、紫雲山を背景に南湖の西に配された掬月亭を望む眺めは、栗林公園を代表する景観で、定番の撮影スポットとなっている。飛来峰という名称は、中国杭州にある名勝地から得た命名といわれている。

## 樹種
園内には総数56科、173種、約32,400本の樹木が生育している。内訳は下記の通り 。
- 針葉樹：16種、約1,660本。クロマツ、アカマツ、ゴヨウマツ、ヒマラヤスギ、コメツガなど。マツ類は約1,370本で、手入れマツは約1,000本である。
- 常緑広葉樹：44種、約8,880本。アラカシ、ウバメガシ、マテバシイ、クスノキ、ヤブツバキ、ホルトノキ、モチノキ、モッコク、オリーブなど。
- 落葉広葉樹：50種、約2,020本。サクラ、ウメ、アンズ、ムクノキ、エノキ、クリ、タカオカエデ、チシャノキ、ニンジンボク、サルスベリなど。
- 特殊樹・蔓物：17種、約11,570本。ウンモンチク、モウソウチク、ヤダケ、マダケ、メダケ、クロチク、ソテツ、シュロ、フジ、テイカカズラなど。
- 灌木類：46種、約8,260本。ツツジ類は約2,360㎡（サツキツツジ・ドウダンツツジ・ヒラドツツジなど）。クチナシ類は約980㎡。ハギ類は約130株。

本園は花の名所でもあり、多くの花木・草花が、春夏秋冬に開花・紅葉する。内訳は下記の通り 。
- ツバキ、785本。ウメ、166本（冬至梅、1本。紅梅系・野梅系、118本。豊後系、47本）。開花期は1月上旬～3月下旬。
- サクラ、321本（オオシマザクラ、1本。ヒガンザクラ、11本。シダレザクラ、1本。ソメイヨシノ、215本など）。開花期は3月中旬～4月中旬。
- ハクモクレン、9本。ツツジ、2,359本（モチツツジ類、296本。ヒラドツツジ、1,119本など）。開花期は3月中旬～5月下旬。
- クチナシ類、190本。フジ、12本。ハナミズキ、29本。サルスベリ、19本。ハギ、130本。開花期は4月中旬～6月中旬・8月中旬～9月下旬。
- キンモクセイ、318本。サザンカ、23本。カエデ、278本。カキツバタ、100本など。開花・紅葉期は1月上旬～2月中旬・10月上旬～12月下旬。
- ハナショウブ、3,750本。スイレン、82本。ハス、1,000本。ノ（ヤブ）カンゾウ、100本。ツワブキ、多数本。開花期は5月上旬～11月中旬。

## 動物園
かつては園の東側（中央通り沿い）に栗林公園動物園があった。
前身は1907年に開園した県営の小動物園である。その後、世界恐慌による経営難により香川松太郎に譲渡され、1930年（昭和5年）1月1日に私営の栗林公園動物園として開園した。
第二次世界大戦中は、都市部の動物園から疎開する個体の引き受けも行った。しかし1944年4月11日、京都岡崎公園動物園から預かったヒョウが脱走、園外で射殺される事件も発生した。
1951年（昭和26年）に財団法人に変更、翌1952年（昭和27年）に博物館登録。
来園者が入れる「人間」のオリやナマケモノの飼育で知られていた。1974年（昭和49年）にパナマからホフマンナマケモノの「シロ」を迎え、国内初となる飼育を開始。1982年（昭和57年）に来園したフタユビナマケモノの「ナシ」は1985年（昭和60年）の初出産を皮切りに計11頭の子供を出産し、世界最高記録保持者となった。シロは閉園後も高松市内の住宅で飼われており国内長寿記録を更新中である（2011年現在）。
開園時間は日の出から日没まで。長らく市民の憩いの場として親しまれ、1970年頃には入場者数約50万人を数えていた。しかしその後は利用者減で経営と飼育環境が悪化。このため2002年（平成14年）9月末で休園となり、その後も動物の飼育と事実上の公開は続けられたが、香川県に土地を返還するため2004年（平成16年）3月末で完全に閉鎖され、名実ともに74年の歴史に幕を下ろした。跡地は再整備され、2006年（平成18年）10月1日に駐車場が開業した。
ちなみに、歴代の園長には、田口恵美子（元・TBSアナウンサーの香川恵美子）の父方の叔父も名を連ねていた。その関係で、恵美子は1965年（昭和40年）の10月18日に園内の園長宅で出生している。

## 観光
公園内には6つの池があるが、このうち南湖では江戸時代に船遊びが行われていたことにちなんで、2012年（平成24年）7月5日より観光用に和船「千秋丸」が就航している。2015年7月4日までの3年間で5万3千人を超える利用客があった。2017年5月1日より1隻が寄贈されて2隻での運行となった。
2009年版の『ミシュラン観光ガイド』に「わざわざ訪れる価値のある場所」として、最高評価の3つ星に選定された。また2012年に出版のアメリカの庭園専門誌『ジャーナル・オブ・ジャパニーズ・ガーデニング』の「2011年日本庭園ランキング」では、足立美術館・桂離宮に続く3位を獲得した。
栗林公園の英語表記は「Ritsurin Park」であったが、外国人観光客の増加に伴い「実態と合っていない」との指摘が多くなり、2009年（平成21年）4月、「Ritsurin Garden」に改められた 。
子ども向けパンフレットを作成のため、イメージキャラクターのデザインと愛称が公募され、「マツの葉などをあしらった元気な女の子」の「りんちゃん」が選定された。2012年、『特別名勝 栗林公園 子ども公式ガイドブック  わくわく探検隊』が刊行され、2016年に英語版も刊行された。
公園内の北庭と南庭には桜が植えられており、春には一帯が花見の名所となっている。秋にも園内の木々に加えて借景である紫雲山の紅葉が美しく、栗林公園ではこれら2季の季節イベントが堪能できる。どちらとも日中に加えて夜間にも入園ができ、その際は桜や紅葉した木々がライトアップされる。このライトアップは桜が2002年（平成14年）から、紅葉が2001年（平成13年）から行われているもので、その幻想的な美しさから人気が高く、2016年（平成28年）の紅葉ライトアップでは期間中10日間の入園者が過去最多の2万1370人に達した。

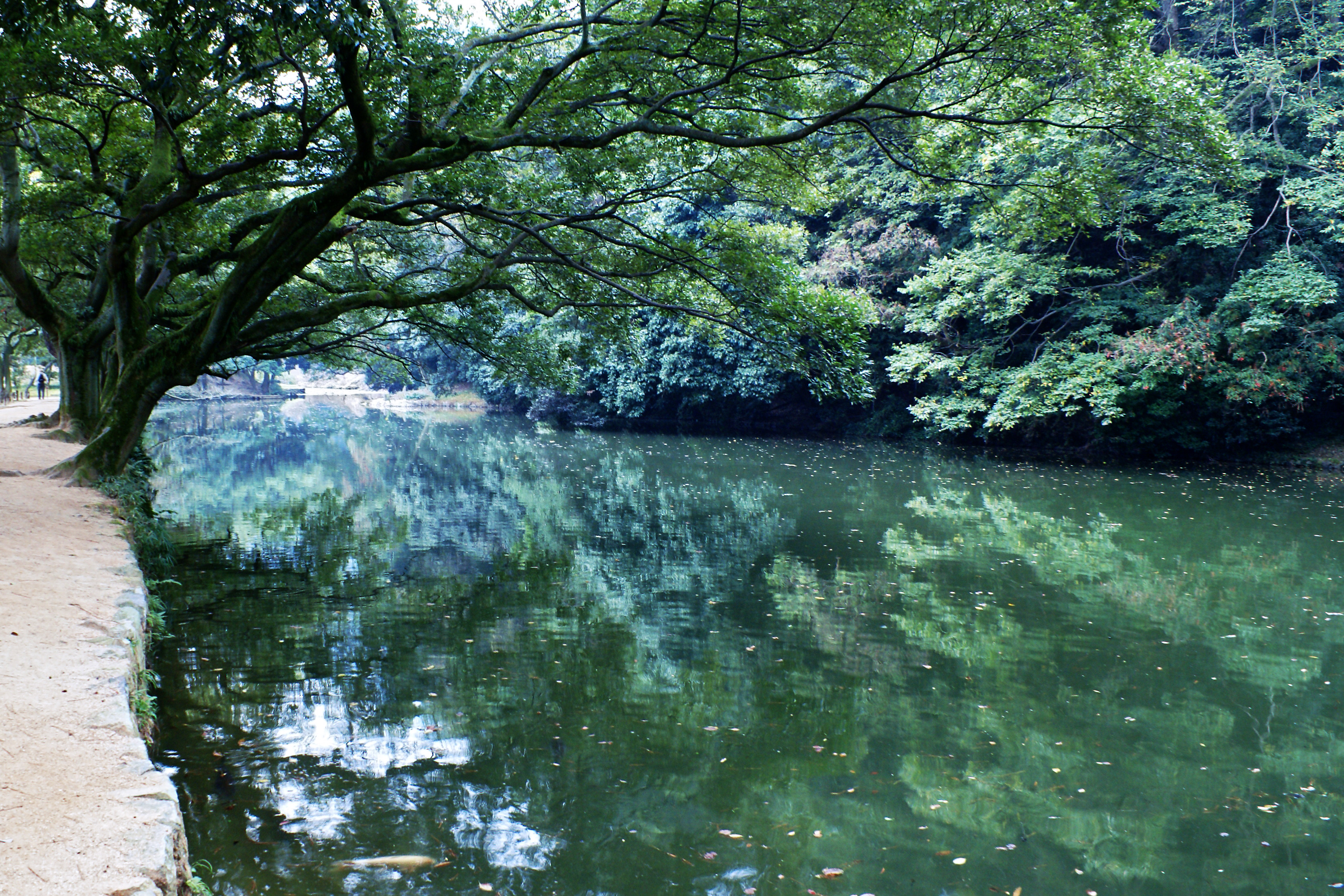
西湖
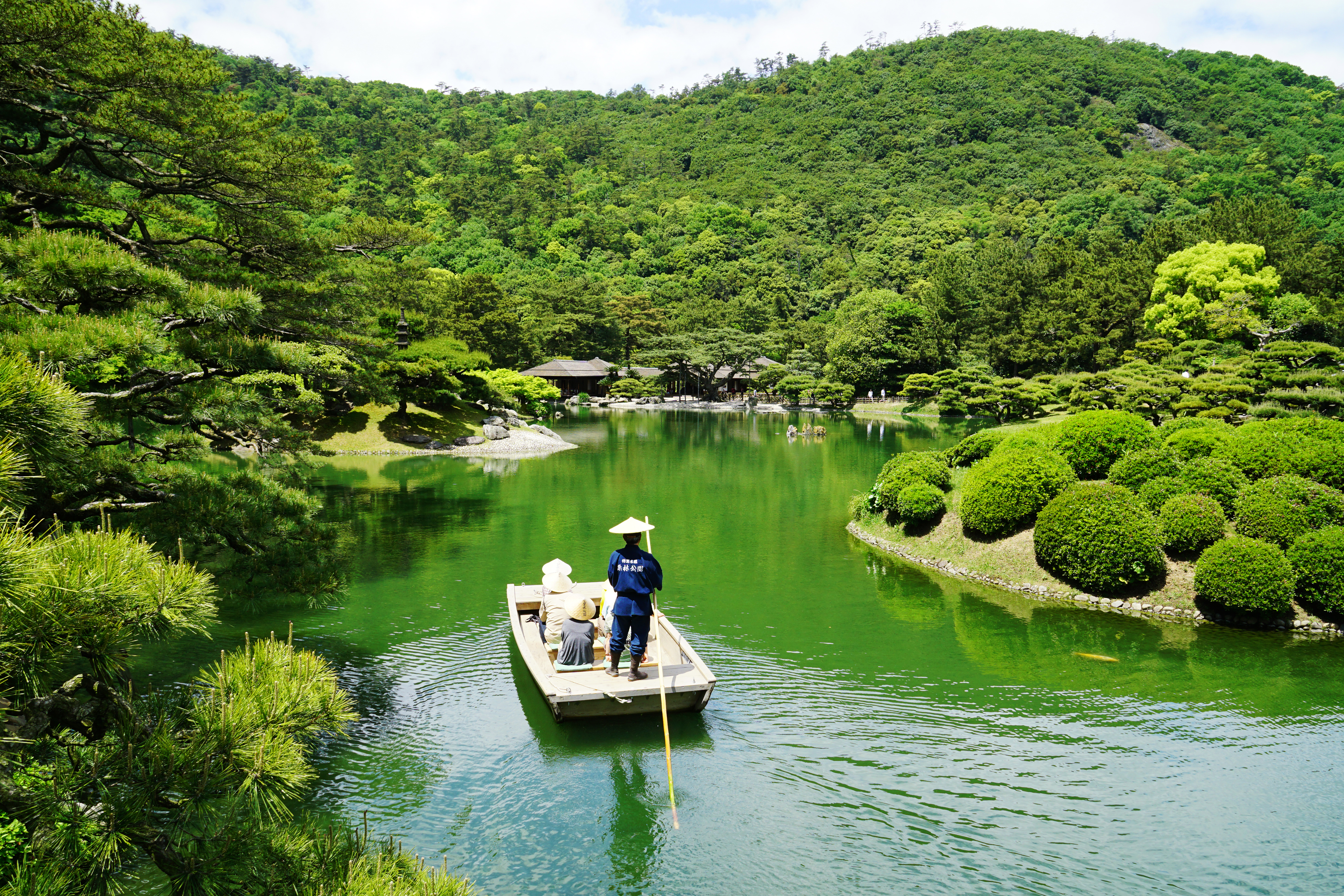
南湖
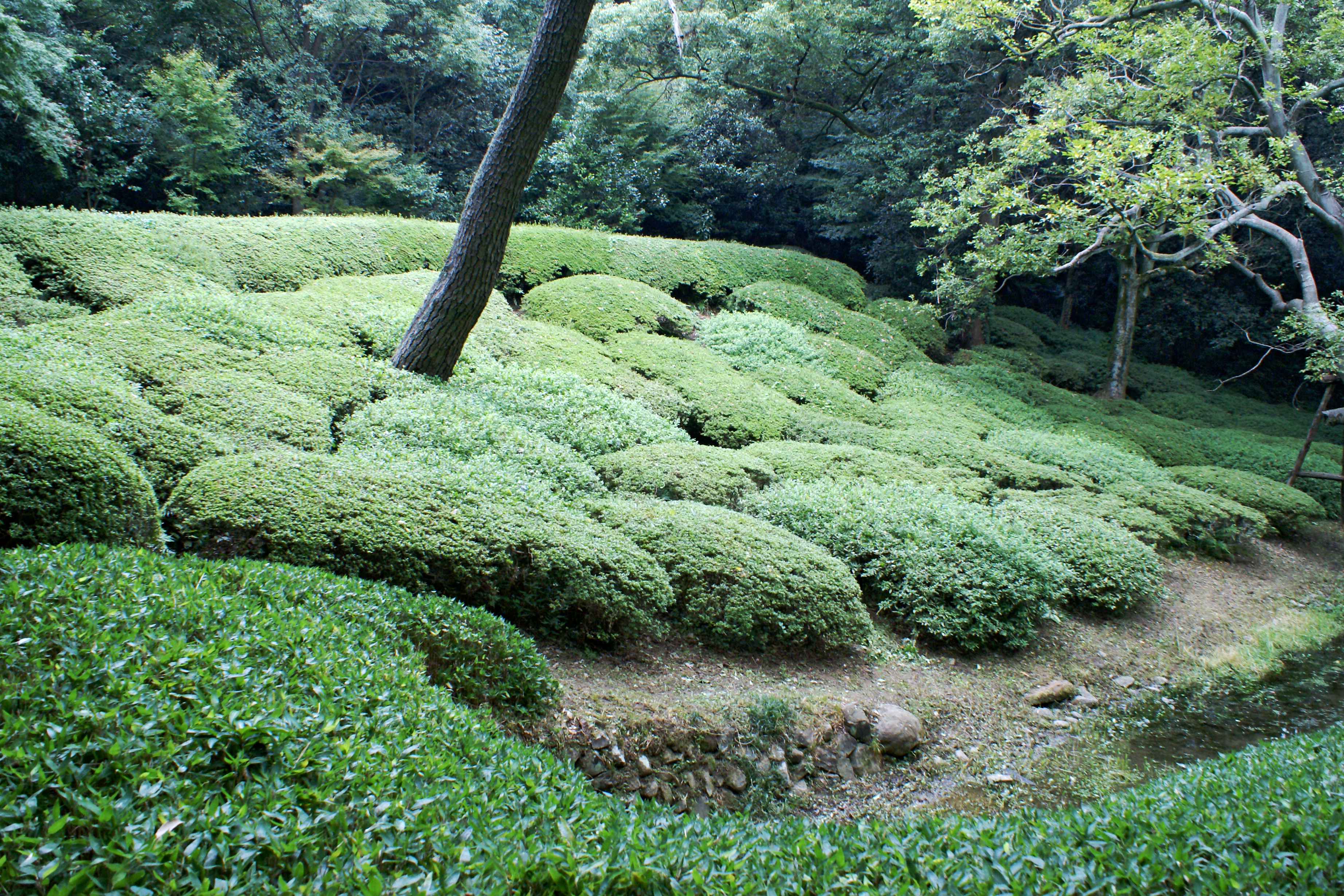
芙蓉沼の北岸
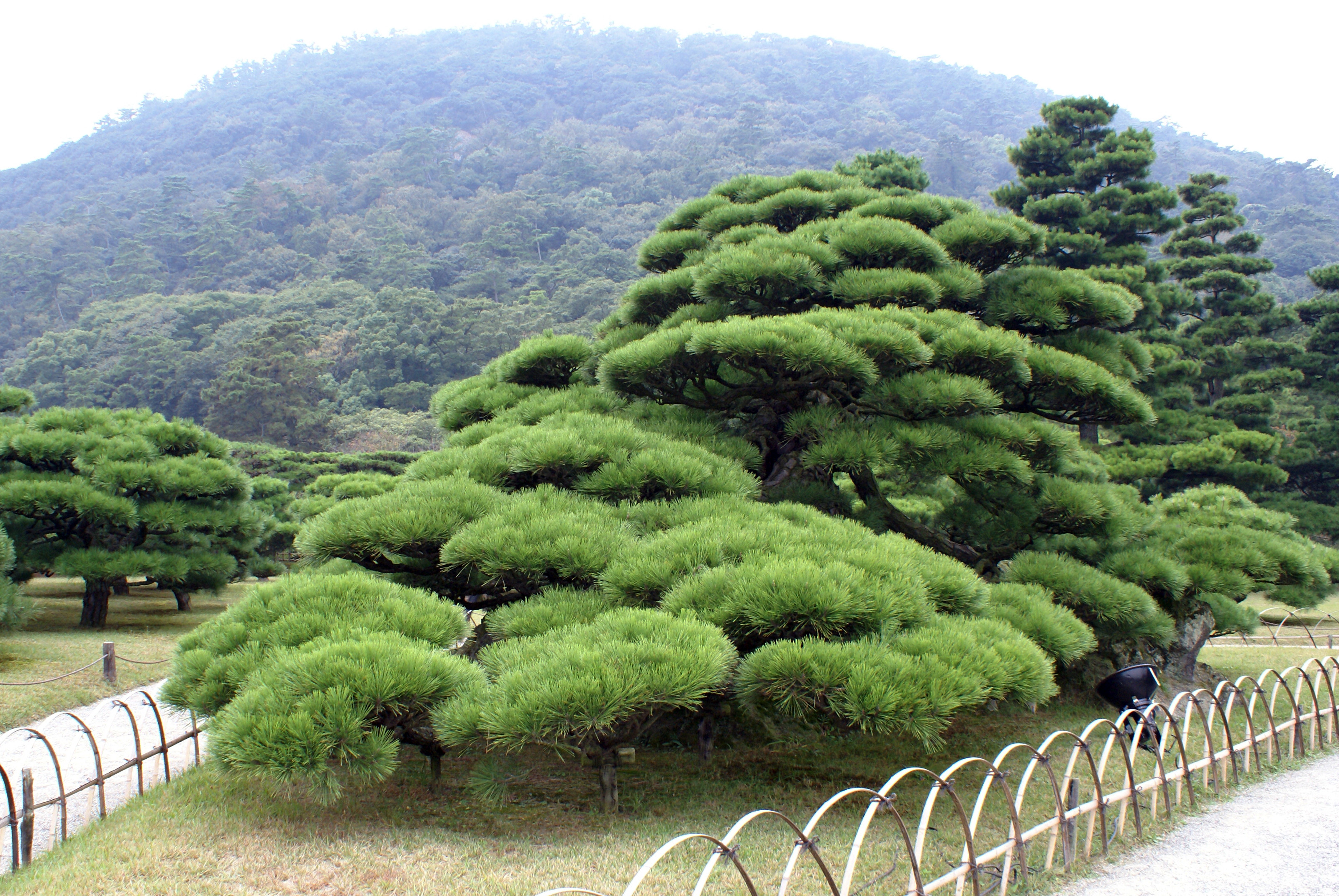
鶴亀松
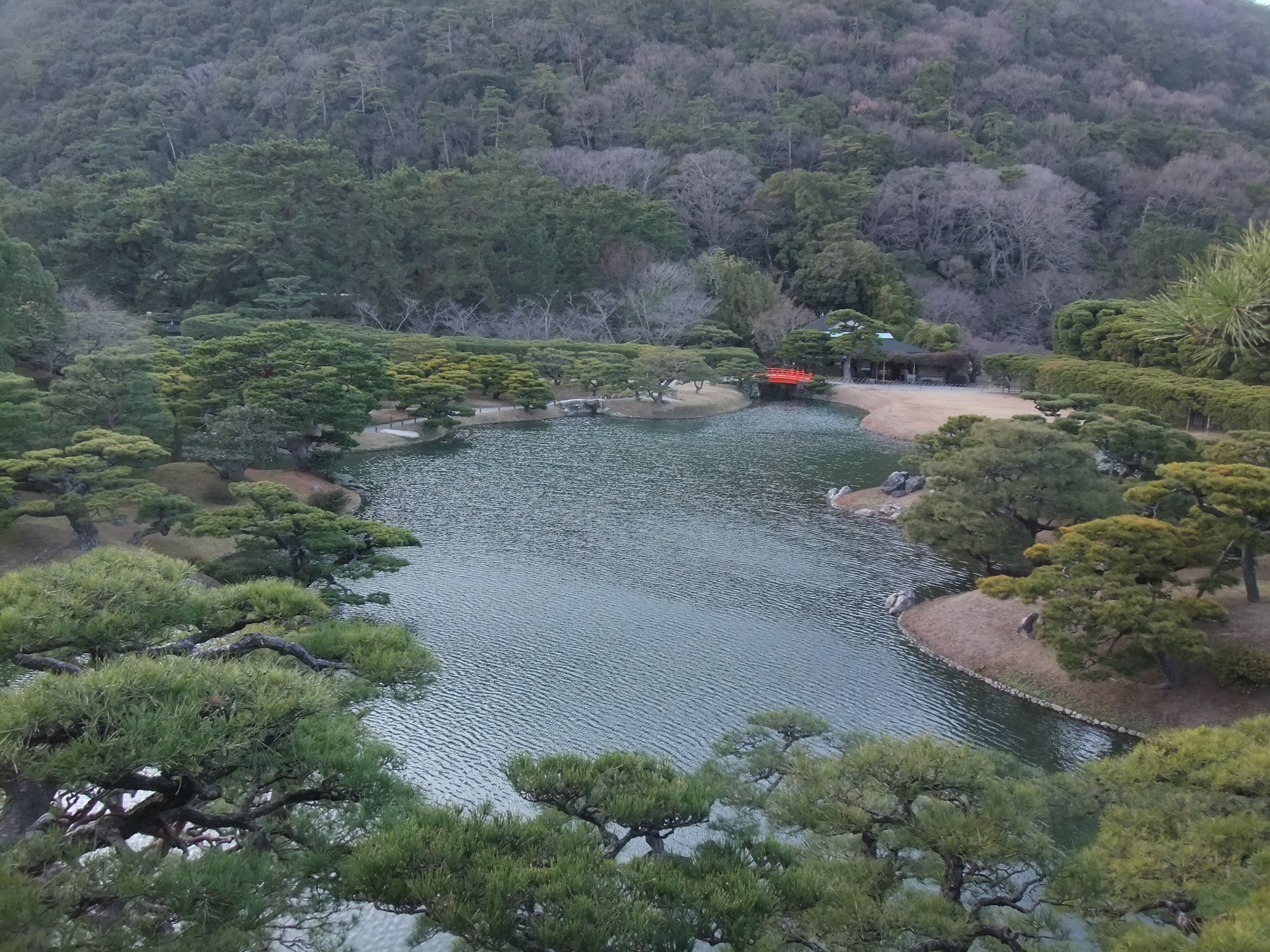
芙蓉峰
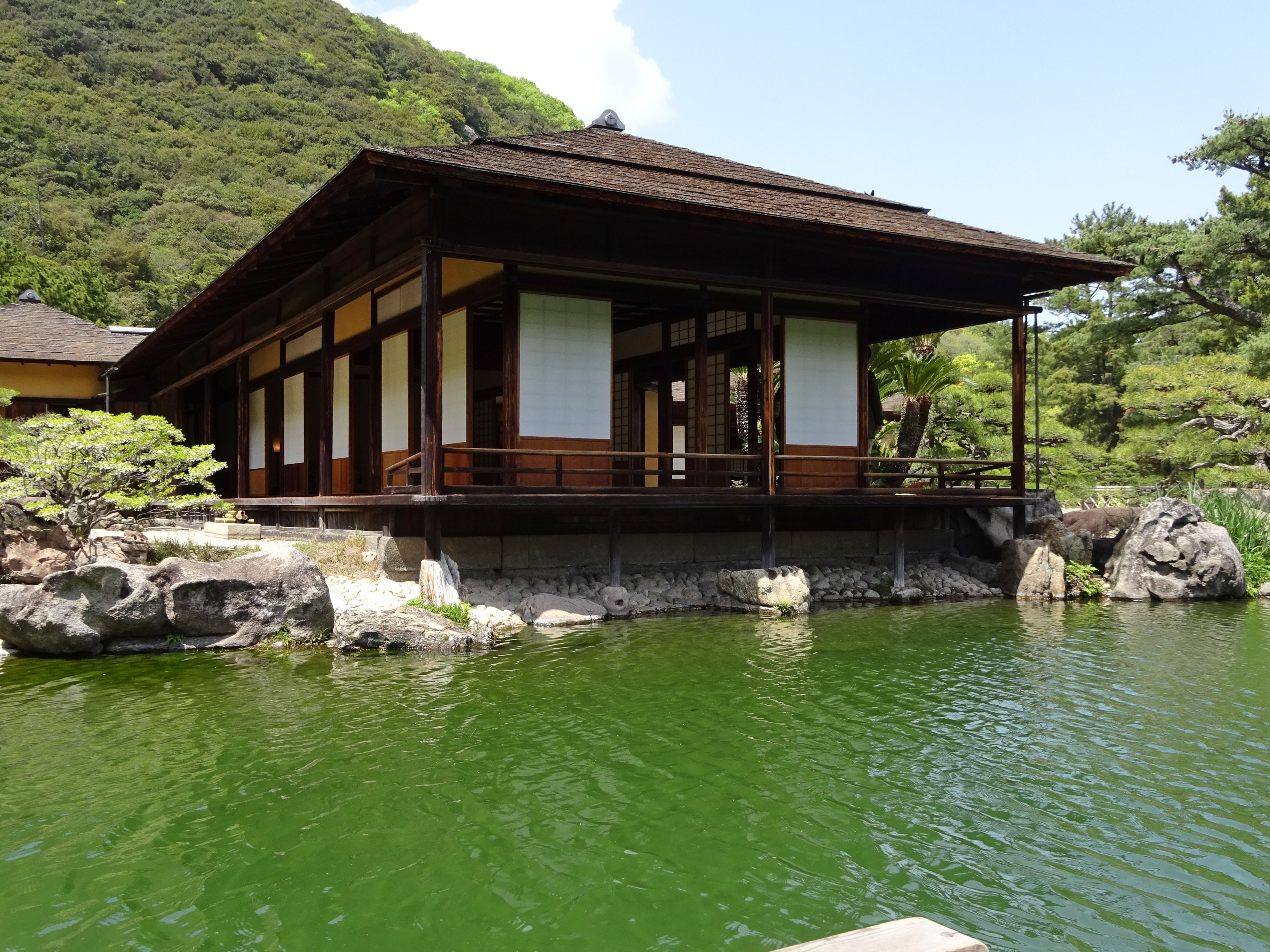
周遊和船から見た掬月亭
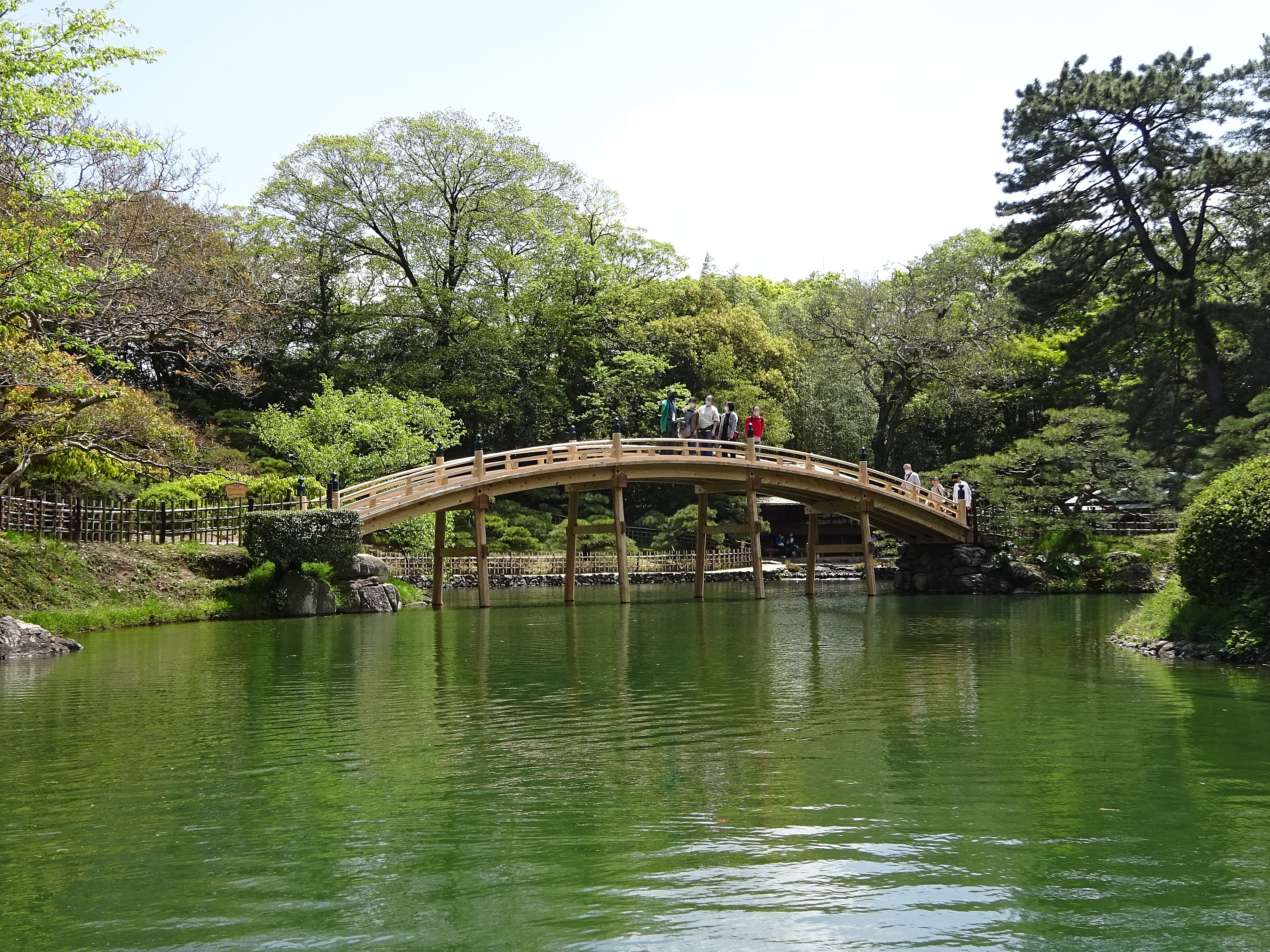
南湖の観月橋
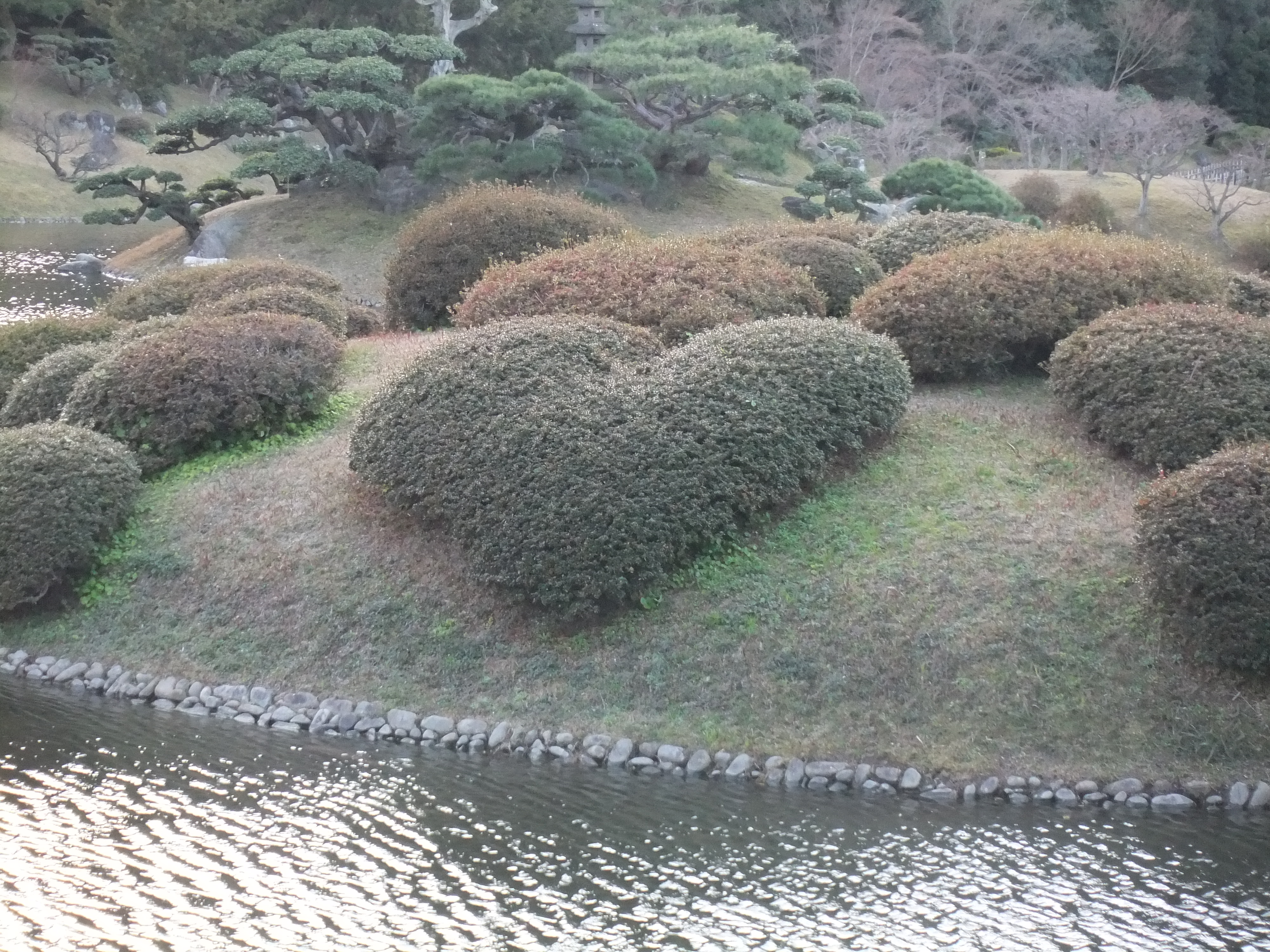
恋ツツジ
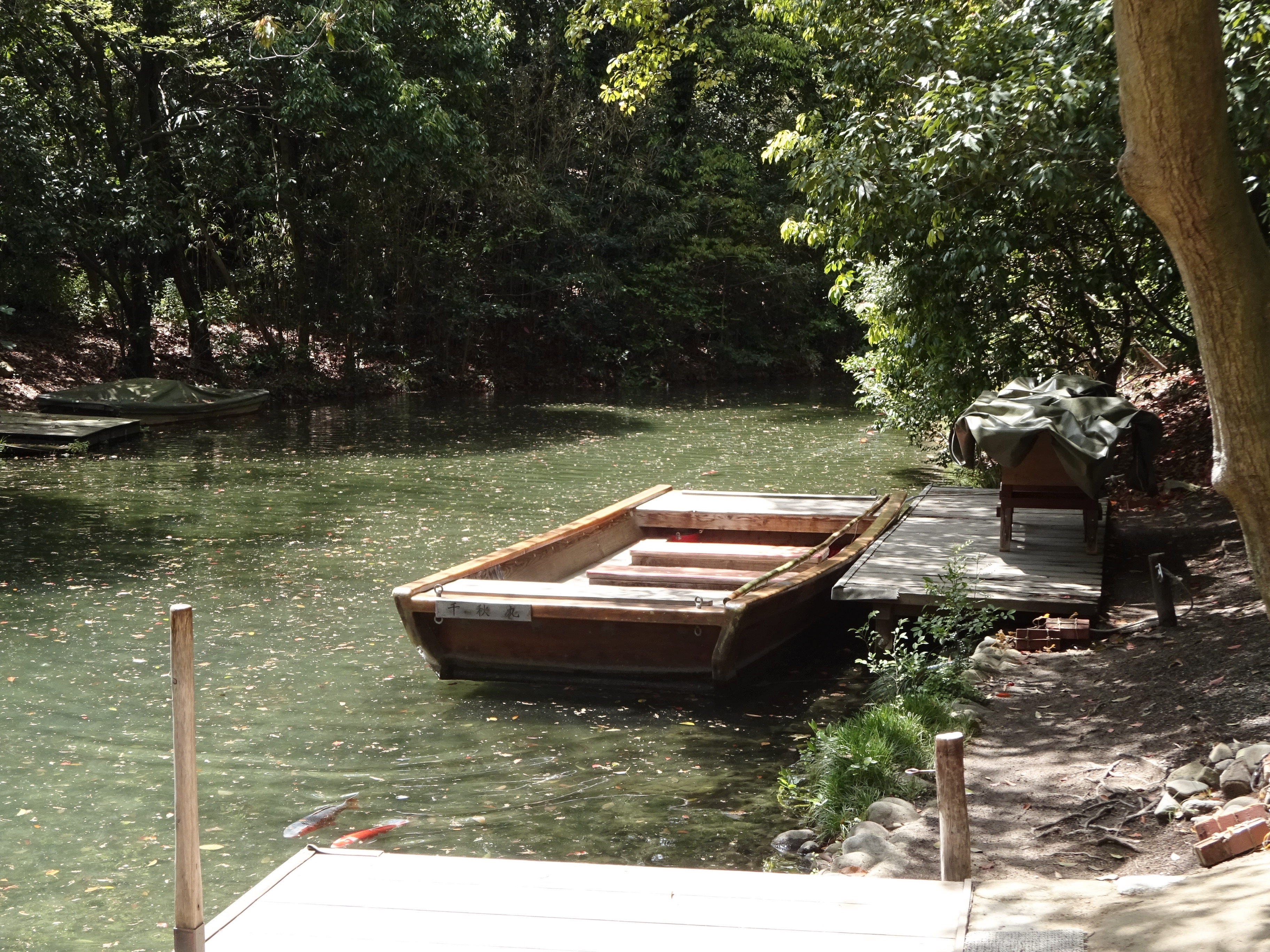
南湖周遊和船「千秋丸」
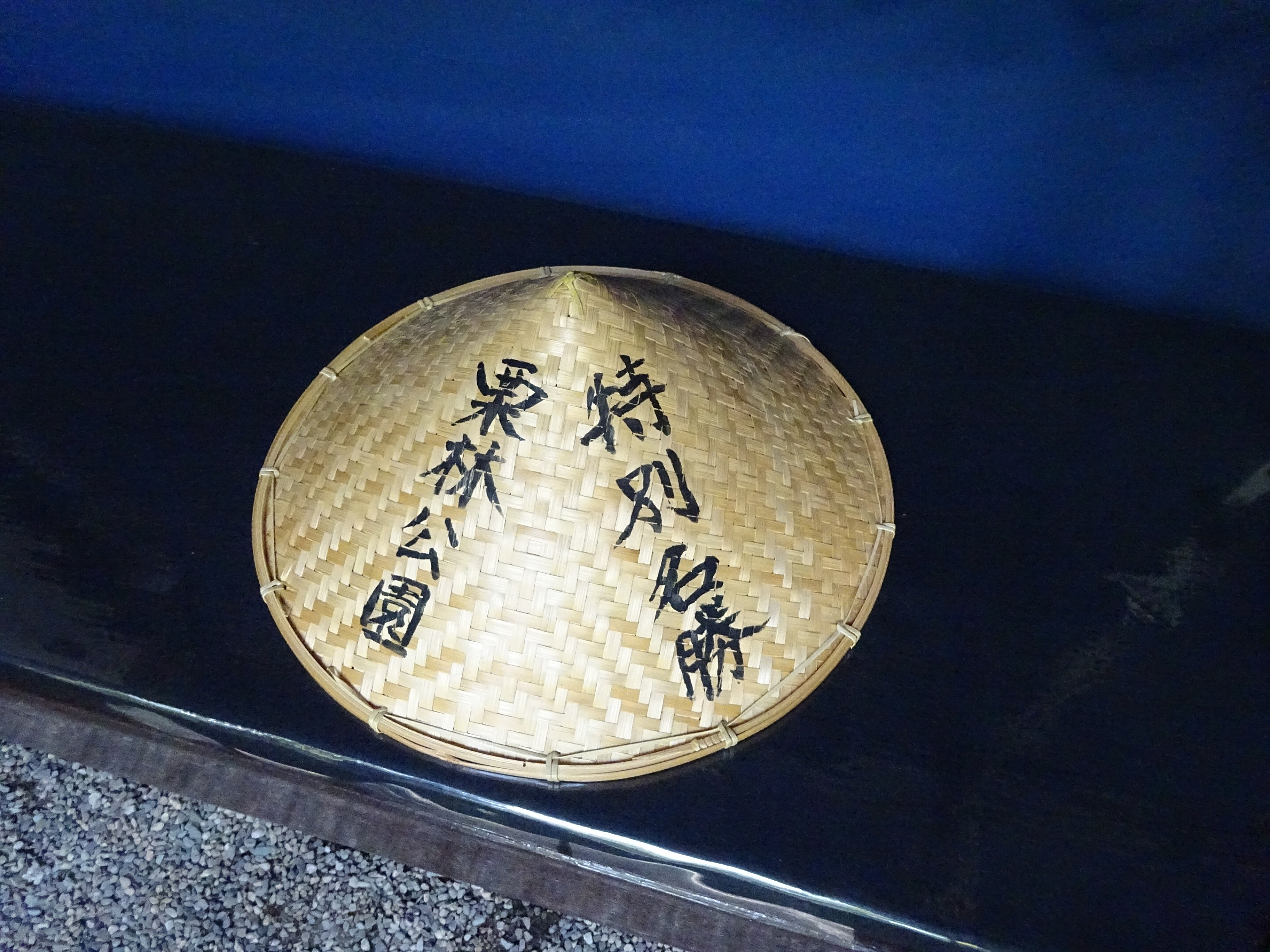
和船乗船時に用いる編笠

## アクセス

### 公共交通機関ほか
主要な場所からの所要時間は下記の通り。市街地にあるため訪れ易い。
- JR「高松駅」から車で約7分、JR高徳線「栗林駅」から徒歩20分、JR高徳線「栗林公園北口駅」から徒歩3分。
- ことでん琴平線「栗林公園駅」から徒歩10分。
- 「栗林公園前バス停」から徒歩1～3分。高速バスは夜行便と松山線の特急便以外が停車する。
- 「高松空港」から車で約30分、「高松西IC」から車で約20分、「高松中央IC」から車で約15分。

### 駐車場
県営の駐車場は「東門駐車場」と「北門前駐車場」の2ヶ所である。公園の周辺には複数の民営駐車場がある。
- 県営栗林公園 東門駐車場（普通車30台、バス13台）[15]。
- 県営栗林公園 北門前駐車場（普通車32台）[15]。

## 栗林公園が登場する作品
- 男はつらいよ 寅次郎の縁談 - 車寅次郎（渥美清）とマドンナ（松坂慶子）が訪れる。
- フルハウスTAKE2（韓国ドラマ）- フルハウスの続編。ドラマの中で主人公たちが香川県を訪れる[39][40]。
- 春の雪 (映画) - 2005年に公開された[41]。
- ハチミツとクローバー（台湾版のドラマ[42])。 - 2008年、台湾で放映。その後、日本の複数のテレビ局で放映した。
- 百年の時計 - 2012年に公開のご当地映画。高松琴平電気鉄道創業100周年事業の一つ[43]。